# 本頓鎮區 (巴特勒縣)
本頓鎮區（英語：Benton Township）為位在美國堪薩斯州巴特勒縣的鎮區。2010年美国人口普查中該鎮區人口有2,278人。

## 歷史
本頓鎮區於1872年設立。該鎮區名稱以政治家托馬斯·本頓·默多克（Thomas Benton Murdock）命名。

## 地理
本頓鎮區涵蓋面積93.47平方（36.09平方英里），境內擁有一座城鎮：本頓。

### 墓園
根據美國地質調查局的資料，此鎮區擁有3座墓園：
- 本頓墓園（Benton Cemetery）
- 印第安諾拉墓園（Indianola Cemetery）
- 舊本頓墓園（Old Benton Cemetery）

### 機場
- 本頓機場（Benton Airport）

## 人口統計
根據2010年美國人口普查，本頓鎮區人口有2,278人，人口密度為24.46人/平方公里。種族方面，94.82%為白人；0.97%為非裔美洲人；0.97%為美洲原住民；0.53%為亞洲人；0%為太平洋島民；0.97%為其他種族；另外有1.76%為兩個或以上的種族。而西班牙裔美國人或拉丁美洲人佔該鎮區人口的2.46%。

## 外部連結
- City-Data.com （页面存档备份，存于）